# Pingdingshan
Pingdingshan (chiń. 平顶山; pinyin Píngdǐngshān) – miasto o statusie prefektury miejskiej we wschodnich Chinach, w prowincji Henan. W 2010 roku liczba mieszkańców miasta wynosiła 889 978. Prefektura miejska w 1999 roku liczyła 4 802 698 mieszkańców. Ośrodek wydobycia węgla kamiennego oraz przemysłu chemicznego, maszynowego, włókienniczego i spożywczego.